# Канческа къща
Канческата къща (на македонска литературна норма: Куќа на Канчески) е жилищна сграда в град Гостивар, Република Македония, обявена за културно наследство на страната.
Канческата къща е разположена в западната част на града, на улица „Слободан Пепоски“ № 1. Къщата е отдръпната от улицата и е оградена от големи високи нови жилищни сгради. Входът е от юг, от улица „Слободан Пепоски“. Къщата има правоъгълна основа и се състои от сутерен, приземие, етаж и мансарда, с покрив на четири води с керемиди. Сутеренът е от камък, приземието и етажът – от тухла, а мансардата е паянтова конструкция. На челната фасада има симетрично поставени бетонни входни стълби с веранда пред входа. Верандата има стълбове отстрани, които стигат до мансардата, на които се подпира балконът на етажа, обграден с парапет. Над балкона е издадената част на мансардата, а над него на нивото на покрива има полукръгъл декоративен завършек с годината на изграждане – 1930. Челната фасада има хармоничен ритъм на отворите. Около прозорците на приземието и етажа има декоративни елементи.
През октомври 1941 г. в къщата е създаден местният комитет на КПМ Гостивар. 